# Oceania Swimming Association
Oceania Swimming Association (OSA, deutsch Ozeanischer Schwimmverband) ist der vom Weltschwimmverband FINA anerkannte kontinentale Dachverband für den Schwimmsport in der Region Ozeanien. In seinen Aufgabenbereich fallen die Sparten Schwimmen, Synchronschwimmen, Freiwasserschwimmen (englisch Open Water), Seniorenschwimmen (Masters Swimming), Tauchsport und Wasserball. Dem Verband gehören zurzeit 14 nationale Schwimmverbände an; jüngstes Mitglied ist der Schwimmverband von Tonga, der 2010 aufgenommen wurde. Anstrengungen der FINA und OSA, auch die Salomonen und Vanuatu als Mitglieder aufzunehmen, scheiterten bisher aus organisatorischen Gründen in den entsprechenden Ländern.
Der Verein, der während der Schwimmweltmeisterschaften 1991 in Perth gegründet wurde, organisiert unter anderem alle zwei Jahre die Ozeanischen Schwimmmeisterschaften (Oceania Swimming Championships).

## Mitgliedsverbände
| Land                               | Mitgliedsverband                                |
| ---------------------------------- | ----------------------------------------------- |
| Amerikanisch-Samoa                 | American Samoa Swimming Association             |
| Australien                         | Swimming Australia Ltd.                         |
| Cookinseln                         | Cook Islands Aquatics Federation                |
| Fidschi                            | Fiji Swimming                                   |
| Guam                               | Guam Swim Federation                            |
| Marshallinseln                     | Marshall Islands Swimming Federation            |
| Föderierte Staaten von Mikronesien | Federated States of Micronesia Swimming Assoc'n |
| Neuseeland                         | Swimming New Zealand                            |
| Nördliche Marianen                 | Northern Mariana Islands Swimming Federation    |
| Palau                              | Palau Swimming Association                      |
| Papua-Neuguinea                    | Papua New Guinea Swimming Inc.                  |
| Samoa                              | Samoa Swimming Federation                       |
| Tahiti                             | Federation Tahitienne de Natation               |
| Tonga                              | Tonga Swimming Federation                       |